# Certyfikat wynikowy dla turnieju
Certyfikat wynikowy dla turnieju – rozpięty podgraf skierowany turnieju T, który wraz z wektorem zwycięstw tego turnieju pozwala bezbłędnie odtworzyć dany turniej T.
Innym rodzajem certyfikatu jest certyfikat izomorfizmowy dla turnieju.